# Serixia subelongata
Serixia subelongata är en skalbaggsart som beskrevs av Maurice Pic 1936. Serixia subelongata ingår i släktet Serixia och familjen långhorningar.
Artens utbredningsområde är Filippinerna. Inga underarter finns listade i Catalogue of Life.